# Leptotyphloiulus
Leptotyphloiulus är ett släkte av mångfotingar. Leptotyphloiulus ingår i familjen kejsardubbelfotingar.
Kladogram enligt Catalogue of Life:
| Leptotyphloiulus | \| \| Leptotyphloiulus coeruleoalbus \| \| \| \| \| \| Leptotyphloiulus dolinensis \| \| \| \| |
|                  | \| \| Leptotyphloiulus coeruleoalbus \| \| \| \| \| \| Leptotyphloiulus dolinensis \| \| \| \| |
|                  | Leptotyphloiulus coeruleoalbus                                                                 |
|                  |                                                                                                |
|                  | Leptotyphloiulus dolinensis                                                                    |
|                  |                                                                                                |